# Kenny Hagood

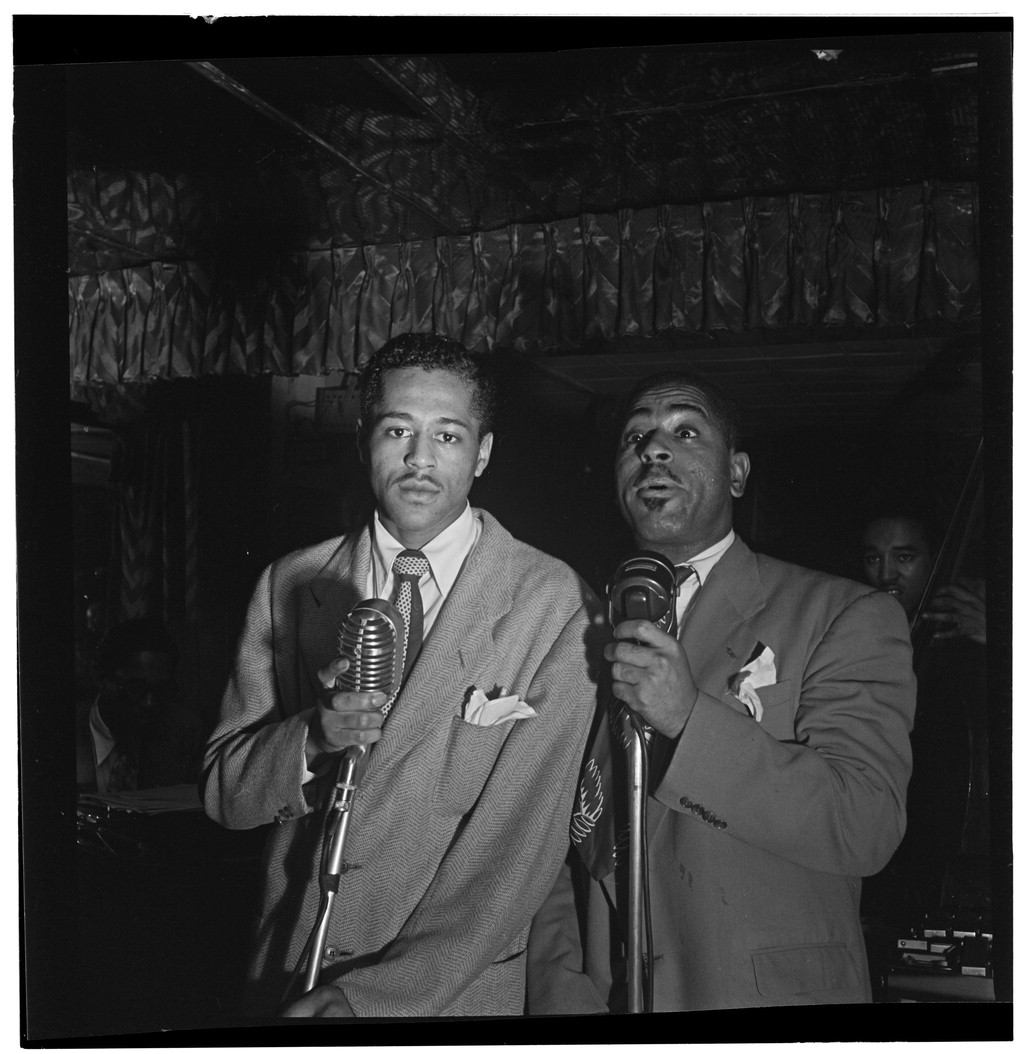
Kenny Hagood (um 1946, links neben Dizzy Gillespie)

Kenneth Pancho „Kenny“ Hagood (* 1926 in Detroit; † 9. November 1989) war ein US-amerikanischer Jazz-Sänger. Bekannt ist er insbesondere durch seine Beteiligung am Album Birth of the Cool von Miles Davis.

## Leben und Wirken
Kenny Hagood sang zu Beginn seiner musikalischen Karriere bei Benny Carter und ab Ende 1947 im Orchester von Dizzy Gillespie, wo er den Bebop-Titel „Ool-ya-koo“ interpretierte. Anfang 1948 besuchte er mit der Dizzy Gillespie Big Band Europa. Seitdem ist er hauptsächlich als Solist aufgetreten. Sein Gesangsstil ist neben Gillespie besonders von Billy Eckstine beeinflusst; zu hören ist dies auf der Einspielung „Darn That Dream“ auf der Capitol-Session von Miles Davis im März 1950.
Des Weiteren machte Kenny Hagood Aufnahmen unter eigenem Namen; mit Thelonious Monk nahm er im Juli 1948 zwei Stücke auf, die zu dessen legendären Blue-Note-Records-Einspielungen zu Beginn seiner Karriere gehören sollten: „All the Things You Are“ und zwei Takes von „I Should Care“. Nachdem er einige Jahre von der Bildfläche verschwunden war, machte er 1967 mit vier Titeln auf sich aufmerksam, bei denen der von der Rhythmusgruppe der Jazz Crusaders begleitet wurde; die Aufnahmen erschienen bei Spotlite.

## Diskografische Hinweise
- Charlie Parker: The Complete Dean Benedetti Recordings (Mosaic, 1947–48)

- Dizzy Gillespie: Pleyel 48 (Vogue, 1948)
- Dizzy Gillespie: Dizzy Gillespie & His Big band in Concert (GNP Crescendo, 1948)
- Milt Jackson: Wizard of the Vibes (Blue Note1948–52)
- Miles Davis: Cool Boppin´ – Historic Broadcasts from The Royal Roost 1948/1949 (Fresh Sound; früher erschienen als LP: Pre-Birth of the Cool (Durium), ed. 1974)
- Miles Davis: Birth of the Cool (Capitol 1949–50; ed. 1957)
- Thelonious Monk: The Complete Blue Note Recordings (Blue Note, 1947–58)